# 21 (atout)
Pour les articles homonymes, voir 21 (homonymie).
 (avril 2019).
Si vous disposez d'ouvrages ou d'articles de référence ou si vous connaissez des sites web de qualité traitant du thème abordé ici, merci de compléter l'article en donnant les références utiles à sa vérifiabilité et en les liant à la section « Notes et références ».
Le 21 d'atout est une carte du jeu de tarot. Elle a la particularité d'être un atout, et plus précisément un bout avec le 1 et l'excuse.  Étant la carte la plus forte du jeu, le joueur qui la détient est assuré de faire un pli avec.